# 5373 Michaelkurtz
5373 Michaelkurtz è un asteroide della fascia principale. Scoperto nel 1988, presenta un'orbita caratterizzata da un semiasse maggiore pari a 2,644905 UA e da un'eccentricità di 0,097156, inclinata di 2,155957° rispetto all'eclittica.